# باومهولدر
بوام هلدر (بالألمانية: Baumholder) هي بلدة ألمانية تقع في ألمانيا في راينلند بالاتينات. يقدر عدد سكانها بـ 4,069 نسمة .

## المدن التوأمة
مدن Warcq و ديلاوير، أوهايو هي مدن توأمة لـبوام هلدر.